# Pierre Jacquet (musicien)
Pour les articles homonymes, voir Jacquet.
Ne pas confondre avec Pierre Jacquet, économiste.
Pierre Jacquet, né à le 30 juin 1946 à Cherbourg, est un musicien, contrebassiste du groupe Bratsch jusqu'en 2011.

## Itinéraire musical
Durant sa jeunesse à Paris, il va régulièrement écouter des groupes tsiganes aux puces de Paris. Il apprend la musique en autodidacte.

### Le jazz
Il commence dans des groupes de free jazz Texture sextet et il suit un stage avec Henri Texier à Châteauvallon en 1976.
Il participe au groupe Quartier Libre avec Philippe Mallard (accordéon), Aly Beziat (guitare) et Max Robin (guitare).  Il joue et enregistre avec différentes formations :  le quartet Fosforo, avec l'accordéonniste Philippe Mallard, le Celestrial Communication Orchestra d'Alan Silva (The Shout, 1978) et le quintette de Claudine François (Comme Si, 1984).

### La musique juive
Il joue dans les années 1970 dans le groupe de musique juive Adama. Il poursuivra cette activité avec un disque réalisé sous l'égide de Nano Peylet : Europe : duos nomades : new klezmer music (Buda, 1993).
Cette double influence de la musique yiddish et du jazz jouera un rôle essentiel dans l'originalité du groupe Bratsch qui constituera l'essentiel de la carrière musicale de Pierre Jacquet.

### Bratsch
En 1977, il intègre le groupe Bratsch et participe aux nombreux concerts et aux tournées en France et à l'étranger du groupe, durant plus de trente ans. Il compose certains morceaux du groupe et réalise des arrangements de morceaux de Django Reinhardt (pour l'album Correspondances en 1996),. Avec le groupe Bratsch, il accompagne Thomas Fersen (Bucéphale, 1997).
Il a été remplacé par Théo Girard dans les dernières années du groupe, qui s'est séparé en 2015.

## Discographie

### Albums studio
- 1980 : J'aime un Voyou Maman, Bratsch.
- 1985 : Live à la Potinière, Bratsch.

(Ces albums n'ont jamais été réédités en CD. Cinq morceaux sont disponibles dans la compilation Brut de Bratsch (2013))
- 1988 : Notes de voyage, 14 pistes, Bratsch.
- 1990 : Sans domicile fixe, 19 pistes, Bratsch.
- 1991 : Transports en commun, 14 pistes, Bratsch.
- 1993 : Europe : duos nomades : new klezmer music, avec Nino Peylet and friends, édité par Buda.
- 1993 : Gipsy Music From The Heart Of Europe, livret, 11 pistes, Bratsch.
- 1994 : Correspondances, livret, 13 pistes, Bratsch.
- 1996 : Écoute ça chérie, 16 pistes, Bratsch.
- 1998 : Rien dans les poches, 14 pistes, Bratsch.
- 2007 : Plein du monde, livret, 15 pistes, Bratsch.
- 2011 : Urban Bratsch, 16 pistes, Bratsch.

### Albums live
- 1999 : On a rendez-vous à la Maroquinerie, CD double, 25 pistes, Bratsch.
- 2001 : La vie, la mort, tout ça... en public au théâtre de Mâcon, livret, CD double, 17 pistes, Bratsch.
- 2004 : Ensemble depuis 25 ans... ça s'fête au Cabaret sauvage à Paris, CD double, 25 pistes, Bratsch.

### Compilations
- 2003 : Nomades en vol, CD double, livret, 35 pistes, Bratsch.
- 2013 : Brut de Bratsch (1973-2013), livret, compilation de trois CD et un DVD pour les 40 ans du groupe Bratsch.

### En coopération
- 1994 : Le Mangeur de lune (bande originale du film homonyme), Bratsch.
- 1997 : Terre promise (contes juifs lus par Sami Frey), Bratsch.

### Participations
- 1997 : Le Jour du poisson (Thomas Fersen).
- 2000 : L'Ombre et la Demoiselle (Weepers Circus).
- 2004 : Le Dernier Trappeur (extrait de la B.O. du film).